# Кларк, Фред
Фред Кларк (англ. Fred Clark), имя при рождении Фредерик Леонард Кларк (англ. Frederick Leonard Clark) (19 марта 1914 — 5 декабря 1968) — американский характерный актёр театра, кино и телевидения 1930-60-х годов.
Кларк дебютировал в бродвейском театре в 1938 году, с 1947 по 1968 год он работал в Голливуде, а с 1950 по 1968 год — на телевидении. Актёр сыграл в таких значимых картинах, как фильмы нуар «Розовая лошадь» (1947), «Белое каление» (1949), «Бульвар Сансет» (1950), мелодрама «Место под солнцем» (1951), а также комедии «„Кадиллак“ из чистого золота» (1956) и «Тётушка Мэйм» (1958).

## Ранние годы жизни и начало творческой карьеры
Фред Кларк родился 9 марта 1914 года в Линкольне, Калифорния, в семье местного чиновника. После окончания школы в Линкольне Кларк поступил на факультет психологии Станфордского университета, планируя сделать карьеру в сфере медицины. На старших курсах Университета Кларк сыграл в студенческом спектакле «Жёлтая лихорадка», после чего его планы изменились. После завершения учёбы Кларк получил стипендию Американской академии драматического искусства, где проучился два года.
В 1938 году Кларк дебютировал на Бродвее в комедии «Школа на съёмочной площадке», которая выдержала 55 представлений, в том же году он сыграл в мелодраме «Лучшие места» (7 представлений). В течение нескольких последующих лет Кларк совершенствовал свои профессиональные навыки в антрепризах в Нью-Лондоне, штат Коннектикут, и Брэттлборо, штат Вермонт. Как вспоминал позднее Кларк, одно время он играл в «бутлегерской труппе» на Стэйтен Айленде и в Маунт-Верноне в штате Нью-Йорк: «Мы меняли имена и названия пьес, между первым и вторым актами пускали по кругу шляпу и делили доход. Я получал 2,5 доллара за представление четыре раза в неделю» . В 1940 году Кларк добрался по Калифорнии, где гастролировал с репертуарным театром по северной части штата и Неваде, а на следующий год появился в двух театральных постановках с признанной актрисой Джудит Андерсон. Кларк вспоминал, что в этот период познакомился с людьми, которые уговорили его попробовать свои силы в Голливуде, однако «не смог сразу пробиться в кино».
После ещё двух лет театральной жизни Кларк пошёл служить в Армию, где его направили сначала в Солт-Лейк-Сити, а затем — в Сакраменто. В его обязанности входило проведений собеседований и тестирование новобранцев по специальной армейской программе обучения. Затем он служил в Европе в штабе роты, в составе которой побывал в Англии, Франции, Германии и Чехословакии.
После увольнения из армии знакомый актёр порекомендовал Кларка в небольшую театральную труппу Gryphon Players в Лагуне-Бич, Калифорния, где в одной из постановок актёра заметил знаменитый режиссёр и продюсер Майкл Кёртис, подписавший с ним личный контракт.

## Голливудская карьера в 1947-49 годы
Дебютом Кларка в кинематографе стал фильм нуар Кёртиса «Вне подозрений» (1947), в котором главный герой фильма, популярный автор и ведущий криминальных радиопрограмм (Клод Рейнс) совершает серию убийств людей из своего ближнего круга. Кларк сыграл шефа местного бюро по расследованию убийств Ричарда Донована, который играет ключевую роль в раскрытии этих преступлений. Как отмечает историк кино Карен Хэннсберри, «рассматриваемый сегодня как первоклассный образец жанра фильм нуар, „Вне подозрений“ получил жалкие отзывы после своего выхода на экраны. В одной из типичных рецензий Джон Макартен из The New Yorker назвал его „убогим детективом, в котором трупы убитых людей складируются как булочки в старой пекарне“. Хотя на работу Кларка критики по большей части не обратили внимания, однако его появление в фильме дало неожиданный результат». Кларк вспоминал, что фильм стал для него по-настоящему счастливым прорывом: «Одри Тоттер, которая сыграла в нём главную женскую роль, порекомендовала меня Бобу Монтгомери, который искал новые лица на роль глухого гангстера в своём фильме „Розовая лошадь“» .
Второй фильм нуар Кларка «Розовая лошадь» (1947) рассказывает о таинственном Лакки Гогине (Роберт Монтгомери), который приезжает в приграничный мексиканский город, чтобы шантажировать рэкетира Фрэнка Хьюго (Фред Кларк), по приказу которого был убит друг Лакки. Как пишет Хэннсберри, в жуткой и смешной роли «жесткого и бессердечного мафиози, который из-за проблем со слухом вынужден пользоваться слуховым аппаратом, Кларк дал сногсшибательную игру, от которой остались в восторге многие критики», включая Босли Краузера, который написал в «Нью-Йорк Таймс», что он сыграл «крупного бандита в очень убедительном стиле», а также Уильяма Уивера из Motion Picture Herald, который сказал, что Кларк «создал новый образ экранного бандита» .

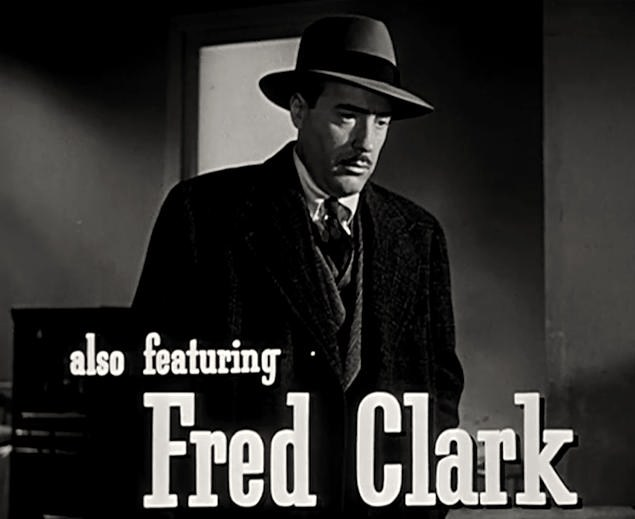
Фред Кларк в трейлере фильма «Плач большого города» (1948)

Продолжая успешную работу в нуаровом жанре, Кларк сыграл в «Плаче большого города» (1948), где он был указан в титрах третьим после Виктора Мэтьюра и Ричарда Конте. В этой картине он был детективом отдела убийств, лейтенантом Джимом Коллинзом, который помогает своему коллеге (Мэтьюр) вести охоту на бандита Мартина Роума (Конте), который убил полицейского и преступного адвоката . Картина получила единодушно высокие отзывы критики, в частности, журнал Variety охарактеризовал её как «увлекательный и мощный саспенс с преследованием, который убедительно сделан, донося каждый момент сильного экшна и напряжённости», а Кларк заслужил упоминания за свою «выдающуюся игру в качестве приземлённого коллеги Мэтьюра».
Вскоре Кёртис распустил свою продюсерскую компанию, и Кларк заключил контракт с Warner Bros, однако сыграв лишь в одном фильме, музыкальной комедии «Двое парней из Техаса» (1948), расторг контракт и стал независимым артистом. На протяжении последующих двух лет Кларк сыграл в нескольких фильмах, среди которых наиболее удачными были качественный вестерн «Ярость на Фёрнэйс-крик» (1948) с Мэтьюром и Колин Грэй, а также криминальная драма «По имени Ник Бил» (1949), которая, как отмечает Хэннсберри, «оставила в восторге критиков, но не смогла произвести впечатления на зрителей» а также фильм нуар Кёртиса «Путь фламинго» (1949) с Джоан Кроуфорд в роли официантки в небольшом южном городке, которая прокладывает путь к вершине власти и жестко мстит коррумпированным хозяевам городка. Кларк сыграл в картине небольшую, но значимую роль редактора местной газеты.
Следующей значимой картиной Кларка стал классический нуар «Белое каление» (1949), в которой жестокий и аморальный бандит (Джеймс Кэгни) сбегает из тюрьмы, чтобы уничтожить убийц своей матери. Фильм стал кассовым хитом и получил высокие оценки критики. В частности, кинообозреватель Los Angeles Examiner Рут Уотербери назвала его «мелодрамой, нагруженной сексом, обманами, жестокой смертью и совершенно мучительным саспенсом», а Босли Краузер написал в «Нью-Йорк Таймс», что это «одна из самых взрывных картин с участием Кэгни». Как пишет Хэннсберри, «наряду с благожелательной оценкой исполнителей главных ролей Кларк также получил свою долю похвал от Уотербери», которая назвала его «мощно зловещим» в роли «барыги, скупающего банкноты» .

## Кинокарьера в 1950-59 годы
Как отмечает Хэннсберри, «1950 год был самым загруженным в кинокарьере Кларка». Он сыграл в оживлённом комедийном триллере «Миссис О’Мэлли и мистер Мэлоун», в хорошем цветном диснеевском фильме «Остров сокровищ», утомительном вестерне «Возвращение колониста», комедии «Джекпот» в роли босса Джеймса Стюарта, а также в проходном вестерне «Орёл и ястреб» с Джоном Пейном и Рондой Флеминг.
В том же году Кларк сыграл в нуаре «Бульвар Сансет» (1950), который рассказывает об отношениях стареющей звезды немого кино (Глория Свансон) и молодого, неудачливого сценариста (Уильям Холден), который становится её любовником. Фильм имел огромный успех и удостоился похвал от одного рецензента за «редкое сочетание острого сценария, качественной актёрской игры, мастерской постановки и высокохудожественной операторской работы», благодаря чему фильм «быстро овладевает аудиторией и удерживает контроль над ней вплоть до самой кульминации» . Предлагая комичную нотку в этом в целом мрачном фильме, Кларк сыграл Шелдрейка, описанного как «умный продюсер с язвой, которая служит тому подтверждением». Хотя роль была сравнительно небольшой, Кларк выжал максимум из своего краткого появления на экране, и был отмечен критиком «Нью-Йорк Таймс», который написал, что он «производит сильное впечатление как продюсер, который работает на свою вторую язву». Как указывает киновед Хэл Эриксон, «исполнение актёром роли бесчувственного кинопродюсера в этом фильме привело его к амплуа грубых и резких, порой подозрительных руководителей».
После успеха «Бульвара Сансет» Кларк получил небольшие роли в серии блокбастеров, включая мелодраму «Место под солнцем» (1951) с Монтгомери Клифтом и Элизабет Тейлор, комедию «Лемон Дроп Кид» (1951) с Бобом Хоупом и мюзикл «Давай встретимся после шоу» (1951) с Бетти Грейбл.
Фильм нуар «Голливудская история» (1951) рассказывал о раскрытии убийства голливудского продюсера, которое произошло 21 год назад. В этой картине Кларк сыграл финансового спонсора главного героя (Ричард Конте), который прибыл в Голливуд из Нью-Йорка, рассчитывая снять фильм об этом убийстве. Персонаж Кларка сначала попадает под подозрение в этом преступлении, однако в итоге оказывается невиновным. Критика неоднозначно восприняла фильм. В частности, Босли Краузер в «Нью-Йорк Таймс» назвал его «последовательной демонстрацией провала хорошей идеи, что приводит и к провалу картины», далее отметив, «что хотя голливудский фон в картине достаточно красив», а «идея увлекательна», тем не менее «история сама по себе проваливается». С другой стороны, современный критик Деннис Шварц назвал его «довольно увлекательным криминальным триллером, сюжет которого бросает взгляд на немых звёзд Голливуда», а Крейг Батлер написал, что «хотя „Голливудская история“ далека от фильма, который её вдохновил („Бульвар Сансет“), это на удивление увлекательный малый нео-нуаровый триллер».
Кларк также стал много сниматься в комедиях, таких как «Трое для спальни С» (1952) с Глорией Свансон, которая провалилась в прокате, и в меру забавная комедия «Кэдди» (1953) с Дином Мартином и Джерри Льюисом. Кларк также сыграл в таких хитовых комедиях, как «Как выйти замуж за миллионера» (1953) с Лорен Бэколл, Мерилин Монро и Бетти Грейбл, «Папа длинные ноги» (1955) с Фредом Астером и «„Кадиллак“ из чистого золота» (1956). По мнению Хэннсберри, «одним из самых запоминающихся фильмов» Кларка стала комедия «Не подходи к воде» (1957), где он сыграл раздражительного командующего Военно-морского флота США.

## Работа на телевидении в 1950-68 годах
С 1950 года Кларк стал активно работать на телевидении. По словам Хэннсберри, «самую широкую известность среди публики Кларк получил в 1951-53 годах», благодаря постоянной роли в ситкоме «Шоу Джорджа Бёрнса и Грейси Аллен». В 75 эпизодах этого телесериала Кларк сыграл соседа пары главных героев, риэлтора Гарри Мортона, которого отличала забавная, детская сварливость. Вместе со своей супругой (её играла Би Бенадерет) он отлично дополнял игру исполнителей главных ролей. Однако когда в 1953 году Кларк потребовал увеличения зарплаты, «звезда и продюсер шоу Джордж Бёрнс заменил его практически в прямом эфире на Ларри Китинга». Позднее Кларк вспоминал: «Это были самые счастливые рабочие условия и работодатели в моей жизни. Но, в конце концов, я решил уйти, так как боялся заполучить амплуа на всю оставшуюся жизнь» .
На малом экране Кларк появлялся в качестве гостя во множестве популярных телесериалов, среди них «Неприкасаемые» (1960, 1 эпизод), «Сумеречная зона» (1960, 1 эпизод), «Шоу Дика Ван Дайка» (1965, 1 эпизод), «Станция Юбочкино» (1965, 1 эпизод) и «Деревенщина из Беверли» (1963-67, 5 эпизодов), где он играл постоянную роль доктора Роя Клайбёрна. Он также сыграл в отдельных эпизодах таких популярных сериалов, как «Кульминация» (1957, 1 эпизод), «Обнажённый город» (1961, 1 эпизод), «Караван повозок» (1962, 1 эпизод), «Правосудие Берка» (1963-64, 2 эпизода), «Отряд „Ф“» (1967, 1 эпизод), «Я мечтаю о Джинни» (1967, 1 эпизод) и «Бонанза» (1968, 1 эпизод).

## Карьера в театре в 1950-60-е годы
В 1950-е годы Кларк также находил время играть в театральных постановках, среди них «Дорога Рут», «Гостиничный сервис», «Окаменелый лес», «Наш город», «Всё сойдёт» и «Зажги небо». В последней постановке Кларк играл вместе с молодой театральной и киноактрисой Бенэй Винутой, которая в 1952 году стала его женой. Пара часто появлялась на сцене в ролях мужа и жены вплоть до их развода в начале 1960-х годов . В конце 1950-х годов Кларк вернулся на Бродвей, сыграв в успешных комедиях «Романофф и Джульетта» (1957-58, 389 представлений) и «Отсутствие виолончели» (1964-65, 120 представлений).

## Кинокарьера в 1960-68 годах
В начале 1960-х годов Кларк сыграл в нескольких итальянских комедиях, среди них «Смех радости» (1960). «Моя жена мне нравится больше» (1961) и «За закрытыми дверями» (1961). Вернувшись в США, Кларк, по словам Хэннсберри, «подписался на серию поделок», таких как скучная комедия «Зотц!» (1962), низкобюджетный фильм ужасов «Проклятие гробницы мумии» (1964) и слабая музыкальная военная комедия «Сержант Мёртвая голова» (1965). Он также сыграл в комедии «Доктор Голдфут и бикини-машины» (1965), «само название которой характеризует его уровень», и в «ужасной комедии» «Смывайся» (1968), продюсером и режиссёром которой был Отто Премингер. Как пишет Эриксон, «хотя большинство поклонников Кларка предпочитают считать разочаровывающий фарс „Смывайся“ прощальной картиной актёра, на самом деле свою последнюю роль он сыграл в комедии „Я плавал на Таити с полностью девичьей командой“ (1969)».
В 1960-е годы Кларк стал известен также как герой серии рекламных роликов собачьего корма и картофельных чипсов.

## Актёрское амплуа и анализ творчества
По словам Эриксона, «с узким лицом, впалыми щеками, мешками под глазами, лысой головой, тонкими усами, язвительным характером и фирменной сигарой, Кларк знал, что никогда не станет исполнителем главных ролей и мудро избрал для себя характерные роли». Как отмечает Хэннсберри, «хотя немногие лысые актёры сделали себе имя в Голливуде, Кларк сделал ставку на свою гладкую голову, что позволило ему создавать образы как неуклюжих смешных людей, так и самых безжалостных злодеев». На сайте Turner Classic Movies отмечается, что Кларк был «лысым, угрюмым характерным актёром, который пришёл в кино в Бродвейской сцены, в начале играя бандитов, но затем зарекомендовал себя как комический актёр. Знаменитый своим умением показать нарастание гнева, начальственный и раздражённый характер, Кларк часто играл раздражительных и вспыльчивых руководителей», высокопоставленных военных, гангстеров, изворотливых политиков и прижимистых руководителей. По словам Хэннсберри, «за время своей плодотворной работы на большом экране Кларк стал одним из самых надёжных характерных актёров Голливуда с первоклассной игрой в некоторых лучших фильмах» .
По мнению Хэннсберри, Кларк «сыграл в пяти выдающихся фильмах нуар» — «Вне подозрений» (1947), «Розовая лошадь» (1947), «Плач большого города» (1948), «Белое каление» (1949) и «Бульвар Сансет» (1950) . Позднее Кларк нашёл себя в жанре комедии, появившись в таких памятных картинах, как «Лемон Дроп Кид» (1951), «Как выйти замуж за миллионера» (1953), «Эбботт и Костелло встречают полицейских из Кистоуна» (1955), «„Кадиллак“ из чистого золота» (1956), «Тётушка Мэйм» (1958) и «Колокола звонят» (1960). Как отмечает Хэннсберри, «на протяжении своей 22-летней актёрской карьеры Кларк работал вместе с самыми крупными звёздами Голливуда», среди них Роберт Монтгомери, Уильям Холден, Джеймс Кэгни, Джеймс Стюарт, Рэй Милланд, Джоан Кроуфорд, Боб Хоуп, Монтгомери Клифт и Элизабет Тейлор.
Хотя в конце карьеры его имя стали связывать со сварливым персонажем, которого он играл в «Шоу Бёрнса и Аллена» (1951-53), а также в фильме «Не приближайся к воде» (1957), Кларк относился к этому со свойственным ему юмором, заявив, что не жалеет об игре в телешоу, «так как на этой роли хорошо заработал».

## Личная жизнь
Кларк был женат дважды. С 1952 по 1962 год его женой была актриса Бенэй Венута, а с 1966 по 1968 год — модель Глория Глэйзер.

## Смерть
В ноябре 1968 года Кларк, который в течение нескольких лет страдал от проблем со спиной, лёг в больницу для лечения спинного спазма. В больнице у него стала развиваться почечная недостаточность, и он умер три недели спустя, 5 декабря 1968 года в Санта-Монике в возрасте 54 лет.

## Фильмография

### Кинематограф
- 1947 — Вне подозрений / The Unsuspected — Ричард Донован
- 1947 — Розовая лошадь / Ride the Pink Horse — Фрэнк Хьюго
- 1948 — Ярость на Фёрнейс-крик / Fury at Furnace Creek — Бёрд
- 1948 — Опасность / Hazard — Лонни Бёрнс
- 1948 — Два парня из Техаса / Two Guys from Texas — доктор Стрэгер
- 1948 — Плач большого города / Cry of the City — лейтенант Коллинз
- 1949 — Под именем Ник Бил / Alias Nick Beal — Фрэнки Фолкнер
- 1949 — Братья Янгеры / The Younger Brothers — Дэниэл Рикман
- 1949 — Путь фламинго / Flamingo Road — Док Уотерстон
- 1949 — Белое каление / White Heat — торговец Уинстон
- 1950 — Возвращение колониста / Return of the Frontiersman — Райан
- 1950 — Орел и ястреб / The Eagle and the Hawk — Бэзил Данзигер
- 1950 — Бульвар Сансет / Sunset Blvd. — Шелдрейк
- 1950 — Джекпот / The Jackpot — мистер Эндрю Джэй Вудрафф
- 1950 — Миссис О’Мэйли и мистер Мелоун / Mrs. O’Malley and Mr. Malone — инспектор Тим Марино
- 1951 — Лемон Дроп Кид / The Lemon Drop Kid — Муз Моран
- 1951 — Голливудская история / Hollywood Story — Сэм Коллиер
- 1951 — Место под солнцем / A Place in the Sun — Беллоуз
- 1951 — Встретимся после шоу / Meet Me After the Show — Тимоти «Тим» Уэйн
- 1952 — Трое для спальни С / Three for Bedroom C — Джонни Пайзер
- 1952 — Лодка мечты / Dreamboat — Сэм Левитт
- 1953 — Звёзды поют / The Stars Are Singing — Макдугалл
- 1953 — Кэдди / The Caddy — мистер Бакстер / Старый бритоголовый
- 1953 — А вот и девушки / Here Come the Girls — Гарри Фрэйзер
- 1953 — Как выйти замуж за миллионера / How to Marry a Millionaire — Валдо Брюстер
- 1954 — Прожигая жизнь / Living It Up — Оливер Стоун
- 1955 — Эбботт и Костелло встречают полицейских из Кистоуна / Abbott and Costello Meet the Keystone Kops — Джозеф Горман, он же Сергей Туманофф
- 1955 — Длинноногий папочка / Daddy Long Legs — Григгс
- 1955 — Как быть очень, очень популярным / How to Be Very, Very Popular — Би Джэй Маршалл
- 1955 — Трибунал Билли Митчелла / The Court-Martial of Billy Mitchell — полковник Морленд
- 1956 — Чудо в дождь / Miracle in the Rain — Стивен Ялоник
- 1956 — Птицы и пчелы / The Birds and the Bees — Хорас Хэмилтон
- 1956 — «Кадиллак» из чистого золота / The Solid Gold Cadillac — Клиффорд Снелл
- 1956 — Из вечности / Back from Eternity — Кримп
- 1957 — Джо Баттерфлай / Joe Butterfly — полковник Е. Е. Фуллер
- 1957 — Розовая ночная сорочка / The Fuzzy Pink Nightgown — сержант полиции Макбрайд
- 1957 — Не приближайся к воде / Don’t Go Near the Water — лейтенант-командор Клинтон Т. Нэш
- 1958 — Марди Грас / Mardi Gras — Эл Кёртис
- 1958 — Тётушка Мэйм / Auntie Mame — Дуайт Бэбкок
- 1959 — Брачная игра / The Mating Game — Оливер Келси
- 1959 — Все началось с поцелуя / It Started with a Kiss — генерал-майор Тим О’Коннелл
- 1960 — Визит на маленькую планету / Visit to a Small Planet — майор Роджер Патнэм Спелдинг
- 1960 — Колокола звонят / Bells Are Ringing — Лари Гастингс
- 1960 — Смех радости / Risate di gioia — американец
- 1961 — Моя жена мне нравится больше / La moglie di mio marito — мистер Биетти
- 1961 — За закрытыми дверями / A porte chiuse — Ксатис, генеральный прокурор
- 1962 — Мальчики отправляются гулять / Boys' Night Out — мистер Боханнон
- 1962 — Приключения молодого человека / Hemingway’s Adventures of a Young Man — мистер Тёрнер
- 1962 — Зотц! / Zotz! — генерал Балливар
- 1963 — Недотрога / Les saintes-nitouches — мистер Уайтхолл
- 1963 — Подвинься, дорогой / Move Over, Darling — мистер Кодд, управляющий гостиницей
- 1964 — Проклятие гробницы мумии / The Curse of the Mummy’s Tomb — Александер Кинг
- 1965 — Джон Голдфарб, пожалуйста, иди домой! / John Goldfarb, Please Come Home! — Хейнус Оверрич (глава ЦРУ)
- 1965 — Сержант Мертвая голова / Sergeant Dead Head — генерал Руфус Фогг
- 1965 — Когда мальчики встречаются с девочками / When the Boys Meet the Girls — Билл Деннис
- 1965 — Доктор Голдфут и бикини-машины / Dr. Goldfoot and the Bikini Machine — Дональд Джэй Певни
- 1965 — Два моряка и генерал / Due marines e un generale — генерал Закариас
- 1968 — Лицо Евы / The Face of Eve — Джон Бёрк
- 1968 — Смывайся! / Skidoo — охранник башни
- 1968 — Лошадь во фланелевом сером костюме / The Horse in the Gray Flannel Suit — Том Дуган
- 1968 — Я плыл на Таити с полностью девичьей командой / I Sailed to Tahiti with an All Girl Crew — «Щедрый» Джош

### Телевидение
- 1950 — Потрясающий мистер Мэлоун / Amazaing Mister Malone (телефильм)
- 1951-53 — Шоу Джорджа Бернса и Грейси Аллен / The George Burns and Gracie Allen Show (75 эпизодов)
- 1953 — Бродвейский телетеатр / Broadway Television Theater (1 эпизод)
- 1954 — Звёздный фонтан / Shower of Stars (1 эпизод)
- 1955 — Театр экранных режиссёров / Screen Directors’ Playhouse (1 эпизод)
- 1955-59 — Видеотеатр «Люкс» / Lux Video Theatre (2 эпизода)
- 1956 — Кавалькада Америки / Cavalcade of America (1 эпизод)
- 1956 — Первая студия / Studio One (1 эпизод)
- 1956 — Час «Алкоа» / The Alcoa Hour (1 эпизод)
- 1957 — Телевизионный театр «Крафт» / Kraft Television Theatre (1 эпизод)
- 1957 — Кульминация / Climax! (1 эпизод)
- 1960 — Сказки Ширли Темпл / Shirley Temple’s Storybook (1 эпизод)
- 1960 — Сумеречная зона / The Twilight Zone (1 эпизод)
- 1960 — Время старта / Startime (1 эпизод)
- 1960 — Неприкасаемые / The Untouchables (1 эпизод)
- 1961 — Автобусная остановка / Bus Stop (1 эпизод)
- 1961 — Обнаженный город / Naked City (1 эпизод)
- 1961 — Мой любимый судья / My Darling Judge (телефильм)
- 1961-62 — Театр «Дженерал Электрик» / General Electric Theater (2 эпизода)
- 1962 — Час «Юнайтед Стейтс Стил» / The United States Steel Hour (1 эпизод)
- 1962 — Караван повозок / Wagon Train (1 эпизод)
- 1962 — Театр «Армстронг» / Armstrong Circle Theater (1 эпизод)
- 1962 — Пит и Глэдис / Pete and Gladys (1 эпизод)
- 1962 — Идти своим путём / Going My Way (1 эпизод)
- 1963 — Баю-бай, пехота / Rockabye the Infantry — полковник Тайлер (телефильм, короткометражка)
- 1963-64 — Правосудие Берка / Burke’s Law (2 эпизода)
- 1963-67 — Деревенщина из Беверли-Хиллз / The Beverly Hillbillies (5 эпизодов)
- 1964 — Еженедельное шоу «Дюпон» / DuPont Show of the Week (1 эпизод)
- 1965 — Станция Юбочкино / Petticoat Junction (1 эпизод)
- 1965 — Боб Хоуп представляет театр «Крайслер» / Bob Hope Presents the Chrysler Theatre (1 эпизод)
- 1965 — Шоу Дика Ван Дайка / The Dick Van Dyke Show (1 эпизод)
- 1965 — Семейка Аддамс / The Addams Family (1 эпизод)
- 1965 — Люди Слэттери / Slattery’s People (1 эпизод)
- 1965 — Ларедо / Laredo (1 эпизод)
- 1966 — Двойная жизнь Генри Файфа / The Double Life of Henry Phyfe (4 эпизода)
- 1967 — Сцена 67 ABC / ABC Stage 67 (1 эпизод)
- 1967 — Отряд «Ф» / F Troop (1 эпизод)
- 1967 — Я мечтаю о Джинни / I Dream of Jeannie (1 эпизод)
- 1967 — Ухожу на встречу с волшебником / Off to See the Wizard (2 эпизода)
- 1968 — Бонанза / Bonanza (1 эпизод)
- 1971 — Эдди / Eddie — шеф Пайк (телефильм)